# 武埃茲河
武埃茲河（法語：Voueize，法語發音：[vwɛz]）是法國的河流，位於該國中部，屬於塔爾德河的左支流，河道全長53.6公里，流域面積435平方公里，發源自拉绍萨德，河口處在武埃兹河畔尚邦。

## 外部連結
- http://www.geoportail.fr （页面存档备份，存于）
- Sandre数据库中的武埃茲河